# Katastrophenschutzgesetz
Katastrophenschutzgesetze regeln, wie, im Gegensatz zum normalen Leben, Abläufe organisiert werden müssen, um die Folgen von Katastrophen verschiedener Art möglichst gering zu halten. Die Katastrophenschutzgesetze betreffen üblicherweise sowohl die betroffene Bevölkerung als auch die Hilfeleistenden Organe und Hilfskräfte und schließlich auch die Behörde selbst. Je nach Land und den möglichen Katastrophenszenarien werden die Gesetze auf verschiedenen Ebenen beschlossen und auch exekutiert.

## Deutschland
In Deutschland werden die Katastrophenschutzgesetze von den Ländern zur Regelung des Aufbaus des Katastrophenschutzes, von Zuständigkeiten im Katastrophenfall, von Vorsorgepflichten von gefährdeten Betrieben und ähnlicher Dinge erlassen. Ebenfalls wird die Zusammenarbeit der am Katastrophenschutz beteiligten Organisationen und die Voraussetzungen für die Teilnahme, beispielsweise der Feuerwehren, des Technischen Hilfswerks und der nicht-öffentlichen Träger; das sind Hilfsorganisationen wie Deutsches Rotes Kreuz, Malteser Hilfsdienst und Deutsche Lebens-Rettungs-Gesellschaft (DLRG), geregelt. Ferner werden die Rechte und Pflichten der Helfer festgeschrieben. Ein Katastrophenschutzgesetz kann vorbeugende und vorbereitende Maßnahmen wie die Errichtung einer Katastrophenschutzleitung, die Erstellung von Katastrophenschutzplänen sowie die Durchführung von Katastrophenschutzübungen vorschreiben. In folgenden Bundesländern gibt es für den Katastrophenschutz eigene Gesetze:
- Baden-Württemberg: Gesetz über den Katastrophenschutz (Landeskatastrophenschutzgesetz – LKatSG)
- Bayern: Bayerisches Katastrophenschutzgesetz (BayKSG)
- Berlin: Gesetz über den Katastrophenschutz im Land Berlin (Katastrophenschutzgesetz – KatSG)
- Hamburg: Hamburgisches Katastrophenschutzgesetz (HmbKatSG)
- Mecklenburg-Vorpommern: Gesetz über den Katastrophenschutz in Mecklenburg-Vorpommern (Landeskatastrophenschutzgesetz)
- Niedersachsen: Niedersächsisches Katastrophenschutzgesetz
- Sachsen: Sächsisches Katastrophenschutzgesetz
- Sachsen-Anhalt: Katastrophenschutzgesetz des Landes Sachsen-Anhalt (KatSG-LSA)
- Schleswig-Holstein: Gesetz über den Katastrophenschutz in Schleswig-Holstein (Landeskatastrophenschutzgesetz – LKatSG)

In anderen Bundesländern werden diese Belange zusammen mit den Vorschriften über die Feuerwehren bzw. den Brandschutz in sonstigen Gesetzen geregelt.

## Österreich
In Österreich existieren zwei Katastrophenschutzgesetze auf Landesebene: das Steiermärkisches Katastrophenschutzgesetz und das Oö. Katastrophenschutzgesetz.